# Kathalli, Homnabad
Kathalli là một làng thuộc tehsil Homnabad, huyện Bidar, bang Karnataka, Ấn Độ.